# Scitaloides malanda
Scitaloides malanda är en skalbaggsart som beskrevs av Britton 1990. Scitaloides malanda ingår i släktet Scitaloides och familjen Melolonthidae. Inga underarter finns listade i Catalogue of Life.